# Мон-Долан
Мон-Долан (фр. Mont Dolent) — горная вершина высотой 3823 метра над уровнем моря в Альпах, в массиве Монблан. Мон-Долан находится на границе Италии в регионе Валле-д’Аоста и Швейцарии в кантоне Вале. Менее чем в 100 метрах на северо-запад от вершины находится пограничный стык трёх стран: Италии, Швейцарии и Франции.

## История восхождений
Первое восхождение на вершину Мон-Долан совершили альпинисты Энтони Райлли и Эдуард Уимпер, сопровождаемые горными гидами Мишелем Кро и Мишелем Пайотом и портером Анри Шарле 9 июля 1864 года со стороны Италии. Впоследствии Уимпер описал это восхождение в своей книге Scrambles Amongst the Alps: In the Years 1860-69.

## Маршруты восхождений
Классический маршрут восхождения на Мон-Долан повторяет маршрут первовосходителей. Маршрут проходит по южной стене вершины, начинаясь в приюте Долан (также его называют приют Чезари Фьорио), и далее, через ледник Де-Пре-де-Бар, выходит на короткий крутой отрезок на юго-восточном гребне и на вершину. Маршрут имеет категорию сложности II по классификации UIAA (соответствует категории PD+ по классификации IFAS). Другие маршруты восхождения имеют категории сложности II-III по классификации UIAA (PD+/AD+/TD-).